# Tücsök-lyuk
A Tücsök-lyuk az Aggteleki Nemzeti Park területén található egyik barlang. A barlang az Aggteleki-karszt és a Szlovák-karszt többi barlangjával együtt a világörökség része. Őslénytani leletek is előkerültek belőle.

## Leírás
Jósvafő központjától É-ra kb. 2,4 km-re, a Lófej-völgy K-i oldalán, az ellaposodó hegyoldalban található a barlang bejárata. A völgytalp felett kb. 37 m-re van a bejárat. A barlang mellett nyílik a Micimackó-kuckója nevű barlang, amelynek bejárata alacsonyabban helyezkedik el. Középső triász dolomit közé ékelődött középső triász mészkőben keletkezett hasadék jellegű barlang. Bontott bejáratú és függőleges kiterjedésű aknabarlang.
A barlangból sok csontmaradvány került elő és lett Kordos László által meghatározva. A kis testű emlősök csontjain kívül csigák, 1–3 milliméter átmérőjű kvarckavicsok és faszén is volt őslénytani szempontból átvizsgált kitöltésében. Az átvizsgált fauna valószínűleg pleisztocén végi, vagy holocén eleji fiatalabb dryas vagy preboreális fázisú. Azért bizonytalan a leletek korának meghatározása, mert addig nem került elő felső pleisztocén-holocén korú folyamatos rétegsor az Aggteleki-karsztról. Ezért még a Bükk-fennsík faunatörténetével sem lehet pontosan párhuzamba hozni. Később egy felső pleisztocén tarándszarvas agancstöredéket és egy barlangi medve csontot is találtak benne. Ezeket a szórványleleteket is Kordos László határozta meg.
A feltáró munka során egy szöcske ugrált benne, amiről a barlang felfedezői azt hitték hogy tücsök. Emiatt a tévedés miatt kapta a barlang a Tücsök-lyuk nevet. 1972-ben volt először Tücsök-lyuknak nevezve a barlang az irodalmában (Kordos 1972). Előfordul a barlang az irodalmában Lófej-zsomboly (Kordos 1984), Lófejzsomboly (Jaskó 1933), Tücsöklyuk (Fejérdy, Holly 1960) és Tücsöklyuk-barlang (Maucha 2002–2003) neveken is. A Lófej-zsomboly nevet a Lófej-völgy miatt kapta.

## Kutatástörténet
A Jaskó Sándor által írt, 1933-ban kiadott tanulmányban meg van említve, hogy a Tücsök-lyuk 17 m mély. A tanulmányban lévő térképen megfigyelhető a barlang földrajzi elhelyezkedése. Ez a barlang első publikált említése. 1960 nyarán Holly István, Cser Ferenc és Csicsely András néhány órás munkával, bontással tárták fel. A jósvafői kondás hívta fel a lyukra figyelmüket. Első részletes leírása a Karszt- és Barlangkutatási Tájékoztató 1960. évi évfolyamában jelent meg. A leírás szerint a Kuriszlánfői-zsombolyhoz hasonlít legjobban alaktanilag a Tücsök-lyuk, melynek mélysége 11,5 m, hossza pedig 16,2 m. 1966-ban az ÉKME Barlangkutató Csoport próbabontást végzett a barlangban és bontásra alkalmasnak találta.
1972-ben a Szpeleológia Barlangkutató Csoport a barlang két helyéről maradványokat gyűjtött a VITUKI barlangkutatóinak segítségével. A holocén gerinces faunájának vizsgálata volt a cél, főleg a kisemlősök maradványainak alapján. Egy 1974-ben Kordos László által tartott előadásban az hangzott el, hogy a Tücsök-lyukból származó fauna fenyő-nyír korú, azaz preboreális. A Karszt és Barlang 1975. évi évfolyamában Kordos László megemlítette, hogy a kb. 50 kg súlyú minta begyűjtése 1971–1972-ben történt. A tanulmányban közölve lett a barlang alaprajz térképvázlata és hosszmetszet térképvázlata. A Bertalan Károly által írt, 1976-ban befejezett kéziratban szó van arról, hogy a Tücsök-lyuk (Lófejzsomboly) Jósvafőn helyezkedik el. A barlang bejárata a Lófej-völgy jobb oldalán, a forrástól kb. 1500 m-re található. A bejárata függőleges kis akna. A beszakadt, kitöltött kis zsomboly 16,2 m hosszú és 11,5 m mély. Kitöltésében óholocén csontok voltak. A kézirat barlangot ismertető része 1 publikáció és 1 kézirat alapján lett írva.
1983. augusztus 15-én a barlangot Sárváry Miklós, Maucha Gergő és Czajlik Zoltán mérték fel, majd a felmérés alapján elkészült a barlang alaprajz térképvázlata, kiterített hosszmetszet térképvázlata és vízszintes szelvénytérképei. Ebben az évben felszíni felmérés is készült a barlangról és környékéről. Az 1983. évi MKBT Beszámolóban publikálva lett a csoport 1983. évi munkájáról szóló beszámoló és a barlang kiterített hosszmetszet térképvázlata, illetve vízszintes szelvénytérképei. A közölt beszámoló szerint 1983-ban a Papp Ferenc Karszt- és Barlangkutató Csoport ifjúsági tagjai tapasztalt barlangkutatók által közvetetten adott instrukciók felhasználásával a jósvafői Tücsök-lyuk térképének elkészítésén dolgoztak és bontómunkát végeztek az üregben. Kibontották a Tücsök-lyuk közvetlen közelében lévő Micimackó-kuckója nevű barlangot.
1984-ben a csoporttagok 7,5 m-rel növelték a barlang mélységét. Decemberben elkészült a barlang alaprajz térképe és kiterített hosszmetszet térképe, amelyek szerint a barlang mélysége 30 m. Ebben az évben egy felső pleisztocén tarándszarvas agancstöredék és egy barlangi medve csont került elő belőle. Az 1984-ben napvilágot látott, Magyarország barlangjai című könyv országos barlanglistájában szerepel az Aggteleki-karszton lévő barlang Tücsök-lyuk néven Lófej-zsomboly névváltozattal együtt. A listához kapcsolódóan látható az Aggteleki-karszt és a Bükk hegység barlangjainak földrajzi elhelyezkedését bemutató 1:500 000-es méretarányú térképen a barlang földrajzi elhelyezkedése.
Az 1986. évi Karszt és Barlangban megjelent bibliográfia regionális bibliográfia részében szerepel a barlang Tücsök-lyuk néven. Az összeállítás szerint a Karszt és Barlangban publikált írások közül 1 foglalkozik a barlanggal. 1990-ben a Papp Ferenc Barlangkutató Csoportnak volt kutatási engedélye a barlang kutatásához. A barlang 1995 óta az Aggteleki-karszt és a Szlovák-karszt többi barlangjával együtt a világörökség része. A Papp Ferenc Karszt- és Barlangkutató Csoport 1984-ban végzett barlangfelmérése alapján, 2000-ben meg lett szerkesztve a Tücsök-lyuk alaprajz térképe és hosszmetszet térképe.
A 2001. évi Karsztfejlődésben kiadott tanulmány szerint a barlang 30 m mély és függőleges hasadék jellegű. Bejárata ellaposodó hegyoldalban, 351 m tengerszint feletti magasságban nyílik. Nem kapcsolódik töbörhöz. Nem teljesen tisztázott, de valószínűleg szoros összefüggésben van genetikailag a Micimackó-kuckója nevű barlanggal, amely közelebb van a völgy aljához. Valószínűleg ugyanannak a vízrendszernek inaktív forrásüregei, árvízi forrásszájai. Ezt a teljes terület napjainkban is történő emelkedése támasztja alá. A Lófej-forrás jelenlegi fokozatos elapadása és mélybefejeződése ezzel függ össze. A 2002–2003. évi Karszt és Barlangban publikált, Kérdő Péterről szóló nekrológban az olvasható, hogy Kérdő Péter az 1980-as évek végéig a Papp Ferenc Barlangkutató Csoport második generációs fiataljainak Tücsöklyuk bontási munkáinál a biztosítási rendszerek ellenőre volt. Holly István nekrológjában az van írva, hogy Holly István Fejérdy Istvánnal együtt közölt cikket az 1960. évi Karszt- és Barlangkutatási Tájékoztatóban a Tücsöklyuk-barlangról.

## További irodalom
- Eszterhás István: A Szilicei fennsík barlangjai. Gépirat 4 fényképpel. Szuhogy, 1966. 13 old.